# Pararuellia sumatrensis
Pararuellia sumatrensis là một loài thực vật có hoa trong họ Ô rô. Loài này được (C.B. Clarke) Bremek. mô tả khoa học đầu tiên năm 1948.